# 聶伯城空襲 (2022年至今)
在2022年俄羅斯全面入侵烏克蘭期间，俄罗斯联邦武装力量多次对乌克兰中部城市聶伯城发动导弹袭击。俄羅斯全面入侵的38個月以來已导致至少七十名平民死亡，幾百多人受伤。

## 2022年

### 3月
2022年3月11日，聶伯城在俄罗斯入侵乌克兰的期間首次遭到袭击。俄軍發射三枚导弹襲擊该市，击中了一座公寓楼和一所幼儿园，造成一人死亡。3月15日，第聂伯罗国际机场遭到俄罗斯导弹严重破坏，包括跑道。3月30日，俄罗斯军队袭击了市内一座油庫，并将其摧毁。此次袭击未造成人员伤亡。

## 備注
1. ↑  此數字包括在第聶伯羅區柳比米夫卡市鎮（烏克蘭語：Любимівська сільська громада）的傷者[25]